# Andrés González de Barcia
Andrés González de Barcia Carballido y Zúñiga (Galícia, 1673 - Madrid, 4 de novembre de 1743) va ser un polític, bibliògraf, historiador i comediògraf espanyol i un dels membres fundadors de la Reial Acadèmia Espanyola.

## Biografia
Molt jove decideix abandonar la seva Galícia natal per traslladar-se a viure a la Cort, motiu pel qual va errar Cayetano Alberto de la Barrera quan li va fer natural de Madrid, creient la notícia que va donar fra Pablo Yáñez de Avilés; a Madrid hi va treballar com a advocat abans d'entrar en 1706 al servei del monarca Felip V i va ser progressant (va ser Superintendent de la Reial Estança de la Cort i després Jutge privatiu de Rendes reials i Milions i dels negocis pendents de la Junta de la Visita de la Reial Hisenda), fins a convertir-se (1729) en membre del Suprem Consell i Cambra de Castella i assessor de Guerra i Governador de la Sala d'Alcaldes i Corts. Va recolzar al seu amic el preil·lustrat Melchor de Macanaz, braç dret del rei, fins a la seva caiguda en desgràcia en 1715.
Les seves activitats com a polític no li van impedir publicar durant la seva joventut gran nombre de poesies i estrenar comèdies sota diferents pseudònims (Don Ibón, etc.) i anagrames (com García Aznar Velez) pels últims anys del segle xvii i primers del xviii; entre les segones, segons La Barrera, estan Los mártires de Ávila o La piedra de Vicente; Mayor afecto hay que celos; El saco de la gran Casa de la Meca; El Apóstol de la Grecia, San Andrés; El gran profeta Eliseo; El sol obediente al hombre; ¿Qué es la ciencia de reinar?; También hay piedad con celos, aquestes tres últimes publicades en la Parte cuarenta y ocho (1704) de comèdies.
Aquestes aficions li van fer ser assidu a la tertúlia literària que se celebrava regularment a la casa del marquès de Villena, Juan Manuel Fernández Pacheco, germen del que en 1713 es va fundar amb el nom de Reial Acadèmia Espanyola, en la qual el propi González de Barcia va ser membre fundador i en el Diccionari del qual d'Autoritats (1726) probablement va col·laborar. Va fer deu edicions d'historiadors d'Índies que apreciaren pòstumes a partir de 1749 i ell mateix va publicar Diccionario de Autoridades (1726) probablement col·laborà. Va fer deu edicions d'historiadors d'Índies que aparegueren pòstumament a partir de 1749 i publicà Ensayo para la historia de la Florida ontiene los descubrimientos y principales sucesos acaecidos en este gran Reino á los españoles, franceses, suecos, dinamarqueses, ingleses, y otras naciones entre sí, y con los indios; cuyas costumbres, genios, idolatría, gobierno, batallas y astucias se refieren; y los viages de algunos capitanes y pilotos por el mar del Norte á buscar paso á Oriente, ó unión de aquella tierra con Asia, desde el año 1512 que descubrió la Florida Juan Ponce de León hasta el de 1722 (1723) sota el pseudònim de don Gabriel de Cárdenas y Cano. També és seva una espècie de farsa teatral burlesca sobre Don Quijote, amb esmenes de lletra del mateix autor.
Va ser un destacat americanista i amic de Gregori Maians i Siscar, a qui va conèixer en 1727, encara que només va ser a partir de 1733, quan Mayáns s'estableix a Madrid, quan comencen a veure's bastant i des de 1739 quan comencen a intercanviar molta correspondència; va ser Barcia qui va incitar Maians a escriure contra l'Espanya primitiva de Huerta y Vega, episodi que va impulsar l'allunyament de Maians de la Cort.
Barcia va reeditar amb importants ampliacions en tres toms el Epítome de la Bibliotheca Oriental y Occidental Náutica y Geogràfica (1737-1738) d'Antonio de León Pinelo, important treball bibliogràfic que en realitat pot considerar-se una obra nova i seva pròpia, ja que multiplica per quinze el nombre de llibres colacionados. També va dedicar molt temps a elaborar una ampliació al treball de Nicolás Antonio en llatí sota el títol de Additiones ad Bibliothecam Hispanam els esborranys freturosos del qual de foliació es conserven en la Biblioteca Nacional de Madrid. Dècades més tard els que van refondre la Bibliotheca Hispana nova de Nicolás Antonio van tenir la seva aportació en compte.

## Obres

### Teatre
- Los peligros por amar (1695)
- La esclavitud en su patria, o los esclavos en Nápoles (1696)
- Los mártires de Ávila o La piedra de Vicente
- Mayor afecto hay que celos
- El saco de la gran Casa de la Meca (1695)
- El Apóstol de la Grecia, San Andrés (1695)
- El gran profeta Eliseo (1697)
- El sol obediente al hombre, Madrid, 1704.
- ¿Qué es la ciencia de reinar?, Madrid, 1704.
- También hay piedad con celos, Madrid, 1704.

### Història
- Ensayo para la historia de la Florida ontiene los descubrimientos y principales sucesos acaecidos en este gran Reino á los españoles, franceses, suecos, dinamarqueses, ingleses, y otras naciones entre sí, y con los indios; cuyas costumbres, genios, idolatría, gobierno, batallas y astucias se refieren; y los viages de algunos capitanes y pilotos por el mar del Norte á buscar paso á Oriente, ó unión de aquella tierra con Asia, desde el año 1512 que descubrió la Florida Juan Ponce de León hasta el de 1722 (1723)